# Marvvila
Kassia Freire Marvila (Rio de Janeiro, 14 de maio de 1999), mais conhecida como Marvvila, é uma cantora brasileira.

## Início
Marvvila é natural de Bento Ribeiro, bairro da Zona Norte do Rio de Janeiro. Começou a cantar aos cinco anos de idade. No início, cantava música gospel na igreja, mas depois se interessou pelo pagode.

## Carreira
Em 2016, Marvvila foi participante da quinta temporada do talent show The Voice Brasil. Embora inicialmente tenha escolhido fazer parte do time de Claudia Leitte, ela foi “roubada” e passou a fazer parte da equipe de Lulu Santos. As músicas que ela cantou incluíram Killing Me Softly with His Song e I Have Nothing. Marvilla foi eliminada na segunda Batalha dos Técnicos.
Marvvila participou da faixa Não é por maldade do projeto "Numanice" de Ludmilla. A parceria com Ludmilla aconteceu no início de 2020, no mesmo ano que Marvvila assinou um contrato com a Warner Music Brasil.
Em 2021, se apresentou na cerimônia principal do Prêmio Multishow de Música Brasileira 2021, no Rio de Janeiro. Aos 22 anos, Marvvila cantou no Rock in Rio em 2022, se apresentando no palco do Espaço Favela. Em junho do mesmo ano lançou seu primeiro DVD ao vivo: "Marvvila na Área", que teve a participação de Dilsinho, Xande de Pilares, Belo e Sorriso Maroto.
Em 2023, foi participante da vigésima terceira temporada do reality show Big Brother Brasil, integrando o grupo Camarote. No mesmo ano, lançou seu primeiro EP, Minha VVez. Isto foi seguido por Só VVamo no final daquele ano.

## Vida pessoal
Em 2020 iniciou um relacionamento com Christiano Santanna, e chegou até a ficar noiva, mas se separaram no final de 2023.

## Discografia

### EPs
- Minha VVez (2023)[10]
- Só VVamo (2023)[10]

### Álbuns ao vivo
- Marvvila na Área (2021)[11]
- Só VVamo (Ao Vivo) (2024)[10]

## Filmografia

### Televisão
| Ano  | Título             | Papel                    | Notas        | Ref.   |
| ---- | ------------------ | ------------------------ | ------------ | ------ |
| 2016 | The Voice Brasil   | Participante             | Temporada 5  | [ 12 ] |
| 2023 | Big Brother Brasil | Participante (10º lugar) | Temporada 23 | [ 7 ]  |